# Фульфульде
Фульфу́льде, також фулані або пулар — одна із західноатлантичних африканських мов. Поширена в Нігерії, Гвінеї, Сенегалі, Малі, Камеруні, Буркіна-Фасо. Мовою фульфульде розмовляють представники народу фульбе — 18 млн осіб (1987).

## Діалекти

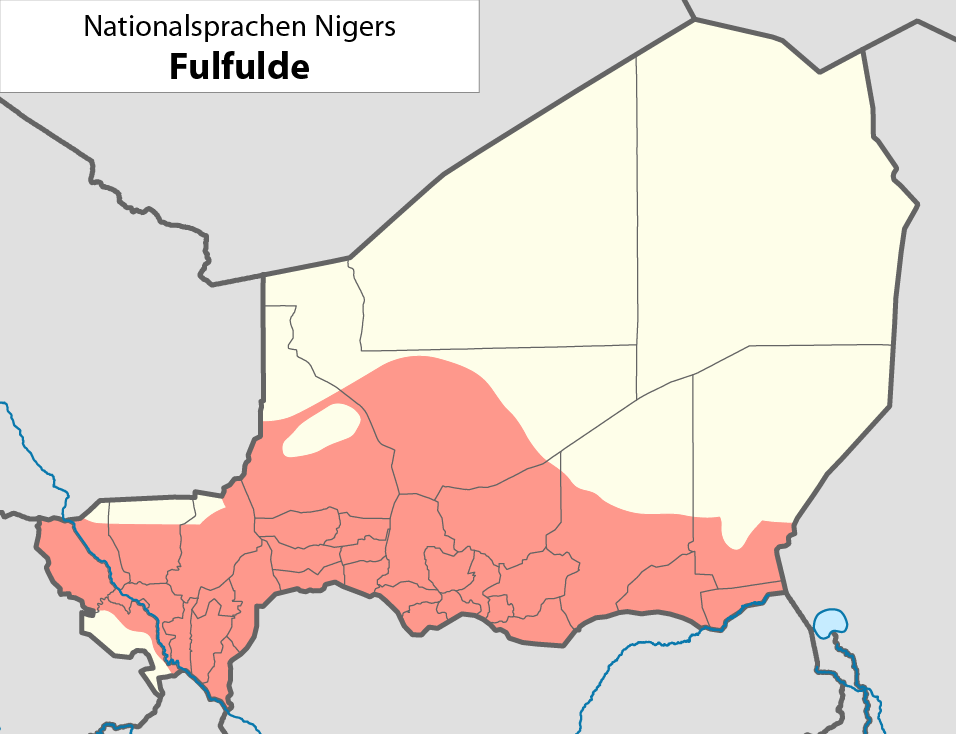
Приблизне поширення мовців в Нігері.

Мова має такі діалекти:
- західні — фута-торо (Сенегал), фута-джаллон (Гвінея)
- центральні — масіна (Малі), вольтійські
- східні — північнонігерійські, адамауа (Камерун)

Звукова система багата змичними (ряди простих, преглоталізованих, преназалізованих), наявні кількісне протиставлення звуків (довгота у голосних, гемінація у приголосних). При стиканні приголосних відмічаються регресивна асиміляція (з результованою гемінатою, типу d+t>tt), соноризація попередньої голосної (b>m, s>y) та ін. Лад синтетичний, поєднує в собі фузію та аглютинацію. Розвинена система узгоджених іменних класів (більш як 20). Узгодження за класом поширюється на займенники, прикметники, числівники та частково дієслова. Дієслову притаманні категорії стану (активний, середній, пасивний), виду (доконаний або перфектив та недоконаний або потенціаліс), твердження-заперечення, часу (нейтральний, ретроспективний), нахили. Основний порядок наслідування синтаксичних елементів — суб'єкт-предикат-об'єкт.
Загальної літературної норми не існує, хоча є осередки письмової традиції: в XVII–XIX ст. використовувалась арабиця (письмо аджамі) для створення текстів релігійного, історіографічного, побутового змісту. У другій половині XX ст. отримало поширення письмо на основі латинки, видаються фольклорні тексти, зразки обрядової та епічної поезії. В низці районів (Камерун, Гвінея) мова використовується для міжетнічного спілкування.

## Писемність
Переважно застосовується латинське письмо, серед деяких громад набула значного поширення власна писемність, що зветься адлам (𞤀𞤣𞤤𞤢𞤥 𞤆𞤵𞤤𞤢𞤪). Використовується також арабське письмо.

### Адлам
З 1950-их робилися невдалі спроби створити окрему писемність для мови. У 1990-их, два брати, підлітки Ібрагіма та Абдулає Баррі з краю Нзерекоре (Ґвінея), винайшли нову писемність, що правильно передавала всі звуки фульфульде. Усі букви створювалися навмання: підлітки заплющували свої очі та малювали усілякі знаки. Переглянувши отримані рисунки, вони вибирали, які з них виглядали найкраще, та пов'язували їх з певними звуками.
Нова писемність отримала назву адлам (𞤀𞤣𞤤𞤢𞤥). Назва є скороченням від "Alkule Dandayɗe Leñol Mulugol" (𞤀𞤤𞤳𞤵𞤤𞤫 𞤁𞤢𞤲𞤣𞤢𞤴𞤯𞤫 𞤂𞤫𞤻𞤮𞤤 𞤃𞤵𞤤𞤵𞤺𞤮𞤤), що у перекладі означає "абетка, що вберігає народи від зникнення" (також відповідні букви подані на перших позиціях абетки).
Абетка містить 28 букв: 5 букв для голосних звуків, і 23 букви – для приголосних. Кожній букві відповідає один звук, напрямок їх запису – справа наліво.
| Адлам                                        | Адлам      | Відповідники в інших писемностях | Відповідники в інших писемностях | Назва | IPA   |
| велика буква                                 | мала буква | Латиниця                         | Арабиця                          | Назва | IPA   |
| -------------------------------------------- | ---------- | -------------------------------- | -------------------------------- | ----- | ----- |
| 𞤀                                            | 𞤢          | a                                | ا                                | а     | /a/   |
| 𞤁                                            | 𞤣          | d                                | د                                | да    | /d/   |
| 𞤂                                            | 𞤤          | l                                | ل                                | ла    | /l/   |
| 𞤃                                            | 𞤥          | m                                | م                                | ма    | /m/   |
| 𞤄                                            | 𞤦          | b                                | ب                                | ба    | /b/   |
| 𞤅                                            | 𞤧          | s                                | س                                | са    | /s/   |
| 𞤆                                            | 𞤨          | p                                |                                  | ра    | /p/   |
| 𞤇                                            | 𞤩          | ɓ / bh                           |                                  | бга   | /ɓ/   |
| 𞤈                                            | 𞤪          | r                                | ر                                | ра    | /r/ɾ/ |
| 𞤉                                            | 𞤫          | e                                |                                  | е     | /e/   |
| 𞤊                                            | 𞤬          | f                                | ف                                | фа    | /f/   |
| 𞤋                                            | 𞤭          | i                                |                                  | і     | /i/   |
| 𞤌                                            | 𞤮          | o                                |                                  | ьо    | /ɔ/   |
| 𞤍                                            | 𞤯          | ɗ / dh                           |                                  | дга   | /ɗ/   |
| 𞤎                                            | 𞤰          | ƴ / yh                           |                                  | йга   | /ʔʲ/  |
| 𞤏                                            | 𞤱          | w                                | و                                | уа    | /w/   |
| 𞤐                                            | 𞤲          | n                                | ن                                | на    | /n/   |
| 𞤑                                            | 𞤳          | k                                | ك                                | ка    | /k/   |
| 𞤒                                            | 𞤴          | y                                | ي                                | я     | /j/   |
| 𞤓                                            | 𞤵          | u                                |                                  | у     | /u/   |
| 𞤔                                            | 𞤶          | j                                | ج                                | джа   | /dʒ/  |
| 𞤕                                            | 𞤷          | c                                |                                  | ча    | /tʃ/  |
| 𞤖                                            | 𞤸          | h                                | ح                                | га    | /h/   |
| 𞤗                                            | 𞤹          | ɠ / q                            | ق                                | ґха   | /q/   |
| 𞤘                                            | 𞤺          | g                                |                                  | ґа    | /ɡ/   |
| 𞤙                                            | 𞤻          | ñ / ny                           |                                  | ґня   | /ɲ/   |
| 𞤚                                            | 𞤼          | t                                | ت                                | та    | /t/   |
| 𞤛                                            | 𞤽          | ŋ / nh                           |                                  | нга   | /ŋ/   |
| Додаткові букви (для інших мов і запозичень) |            |                                  |                                  |       |       |
| 𞤜                                            | 𞤾          | v                                |                                  | ва    | /v/   |
| 𞤝                                            | 𞤿          | x / kh                           | خ                                | ха    | /x/   |
| 𞤞                                            | 𞥀          | ɡb                               |                                  | ґбе   | /ɡ͡b/  |
| 𞤟                                            | 𞥁          | z                                | ز                                | зал   | /z/   |
| 𞤠                                            | 𞥂          | kp                               |                                  | кпо   | /k͡p/  |
| 𞤡                                            | 𞥃          | sh                               | ش                                | ша    | /ʃ/   |

Деякі розділові знаки вказуються як в іспанській мові: з обох боків слова. Також писемність передбачає використання своїх чисел, що, як і букви, записуються справа наліво.
У 2019 вигляд усіх букв було переглянуто і у деяких випадках змінено задля кращого розуміння абетки та її осучаснення.

## Приклад
Нижче наведено Статтю 1 Загальної декларації прав людини фульфульде, записану латиницею та адламським письмом, транскрипція (відповідно до правил Міжнародної фонетичної абетки) та переклад українською мовою.

### Адлам
𞤋𞤲𞥆𞤢𞤥𞤢 𞤢𞥄𞤣𞤫𞥅𞤶𞤭 𞤬𞤮𞤬 𞤨𞤮𞤼𞤭, 𞤲𞤣𞤭𞤥𞤯𞤭𞤣𞤭 𞤫 𞤶𞤭𞤦𞤭𞤲𞤢𞤲𞥆𞤣𞤫 𞤼𞤮 𞤦𞤢𞤲𞥆𞤺𞤫 𞤸𞤢𞤳𞥆𞤫𞥅𞤶𞤭. 𞤉𞤩𞤫 𞤽𞤮𞥅𞤣𞤭 𞤥𞤭𞥅𞤶𞤮 𞤫 𞤸𞤢𞤳𞥆𞤭𞤤𞤢𞤲𞤼𞤢𞥄𞤺𞤢𞤤 𞤫𞤼𞤫 𞤫𞤩𞤫 𞤨𞤮𞤼𞤭 𞤸𞤵𞥅𞤬𞤮 𞤲𞤣𞤭𞤪𞤣𞤫 𞤫 𞤲𞤣𞤫𞤪 𞤩 𞤭𞤴𞤽𞤵𞤴𞤵𞤥𞥆𞤢𞥄𞤺𞤵

### Латиниця
Innama aadeeji fof poti, ndimɗidi e jibinannde to bannge hakkeeji. Eɓe ngoodi
miijo e hakkilantaagal ete eɓe poti huufo ndirde e nder ɓ iynguyummaagu.

### МФА
/inːama aːdeːɟi fof poti, ⁿdimɗidi e ɟibinanⁿde to banᵑge hakːeːɟi. eɓe ᵑgoːdi
miːɟo e hakːilantaːgal ete eɓe poti huːfo ⁿdirde e ⁿder ɓ ijᵑgujumːaːgu./

### Українською мовою
Усі люди народжуються вільними і рівними у своїй гідності та правах. Вони наділені розумом і совістю, і повинні діяти у відношенні один до одного в дусі братерства.